# 怒江矮柳
怒江矮柳（学名：Salix coggygria）是杨柳科柳属的植物，为中国的特有植物。分布于中国大陆的西藏、云南等地，生长于海拔3,400米至4,700米的地区，常生长在高山地区和高山灌丛，目前尚未由人工引种栽培。